# 횡성 고씨
횡성 고씨(橫城高氏)는 강원도 횡성군을 본관으로 하는 한국의 성씨이다.

## 역사
고구려의 28대 국왕 보장왕의 아들 고인승(高仁承)은 동국 고씨의 시조이며, 중시조 고인승으로부터 12세 손인 고민후(高旻厚)가 횡성에 정착, 횡성 고씨의 시조가 되었다고 한다. 1824년 횡성 고씨 족보가 발견되어 1995년과 2004년 강원일보의 보도기사로 그 존재가 세상에 알려졌다. 횡성 고씨 후손들은 지금도 횡성, 원주, 제천, 영월, 정선 등지와 전국에 흩어져 살고 있다.

## 분관
보장왕계에서 대한민국의 횡성 고씨와 갈라진 일본의 고마씨가 있다. 고마 씨는 보장왕의 아들 중 하나인 고약광(高若光)을 중시조로 모시고 있다. 장수왕을 시조로 하는 중화인민공화국의 요양 고씨(遼陽 高氏)도 있으며 수는 2,000명이다.
횡성 고씨·고마 씨·요양 고씨는 활발히 교류를 이어오고 있다. 대부분의 집안 교류는 고구려 역사의 종주국이며 집성촌 규모가 가장 큰 대한민국의 횡성 고씨 주도로 이루어지고 있다. 2008년 8월 23일 구리시에서 열린 고구려역사기념관 건립행사에 고마 씨 고약광의 60세손인 고마 후미야스와 고마신사 궁사내외, 횡성 고씨 고준환 종친회장이 참여하기도 하였다. 고마 후미야스 궁사는 고구려역사기념관 건립에 개인차원에서 30만 엔(300여 만원)을 기부하기도 하였다.
횡성 고씨 종친회는 요양 고씨의 61대손이 대한민국에서 석사과정을 원활히 할 수 있도록 고구려연구회와 함께 장학금 일부를 지원하기도 하였다.

## 본관
횡성 고씨의 본관은 횡성이다.

## 집성촌
- 강원특별자치도 횡성군
- 충청북도 제천시
- 강원특별자치도 원주시
- 강원특별자치도 영월군
- 강원특별자치도 정선군